# Hrdina Ukrajiny
Hrdina Ukrajiny (ukrajinsky Герой України) je nejvyšší národní vyznamenání, udělované prezidentem Ukrajiny. Ocenění vytvořil v roce 1998 prezident Leonid Kučma. K 29. prosinci 2023 jím bylo celkově vyznamenáno 835 lidí. 
Vyznamenání se uděluje buď civilistům jako Státní řád (ukrajinsky Орден Держави), nebo vojákům, jako Řád zlaté hvězdy (ukrajinsky Орден «Золота Зірка»).

## Historie
Původ vyznamenání Hrdina Ukrajiny lze hledat u vyznamenání Hrdina Sovětského svazu (vzniklo 16. dubna 1934) a Hrdina socialistické práce (z 27. prosince 1938), což byla nejvyšší vyznamenání v Sovětském svazu, jehož součástí bývala i Ukrajina. Většina držitelů prvního titulu jej obdržela za hrdinskou vojenskou akci (výjimku tvoří sovětští kosmonauti), zatímco držitelé druhého titulu jen získali za přínos národnímu hospodářství a kultuře. Po rozpadu Sovětského svazu v roce 1991 byla podobná ocenění vytvořena i v dalších nově vzniklých nezávislých státech.

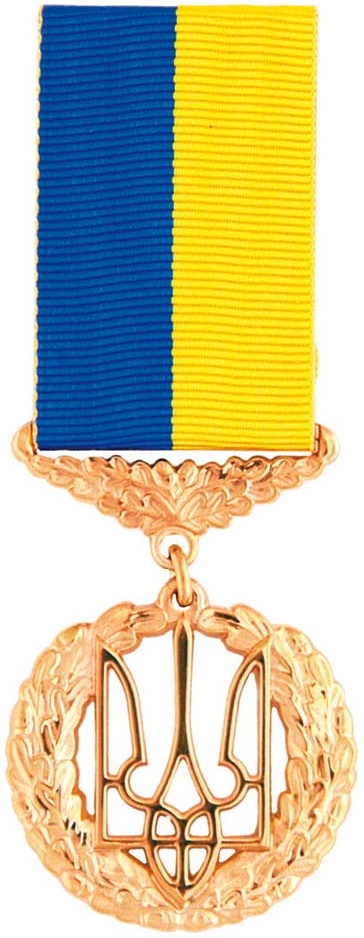
Řád státu
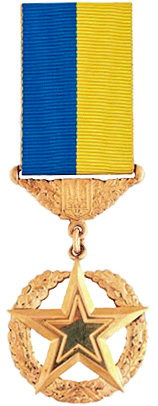
Řád zlaté hvězdy
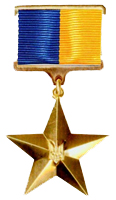
Miniatura Řádu zlaté hvězdy

## Nositelé

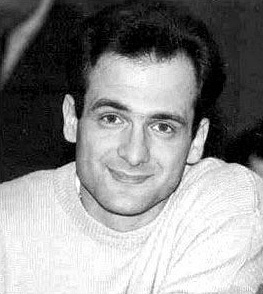
Georgij Gongadze, novinář, zakladatel populárních internetových novin Ukrajinska pravda, který byl unesen a zavražděn v roce 2000

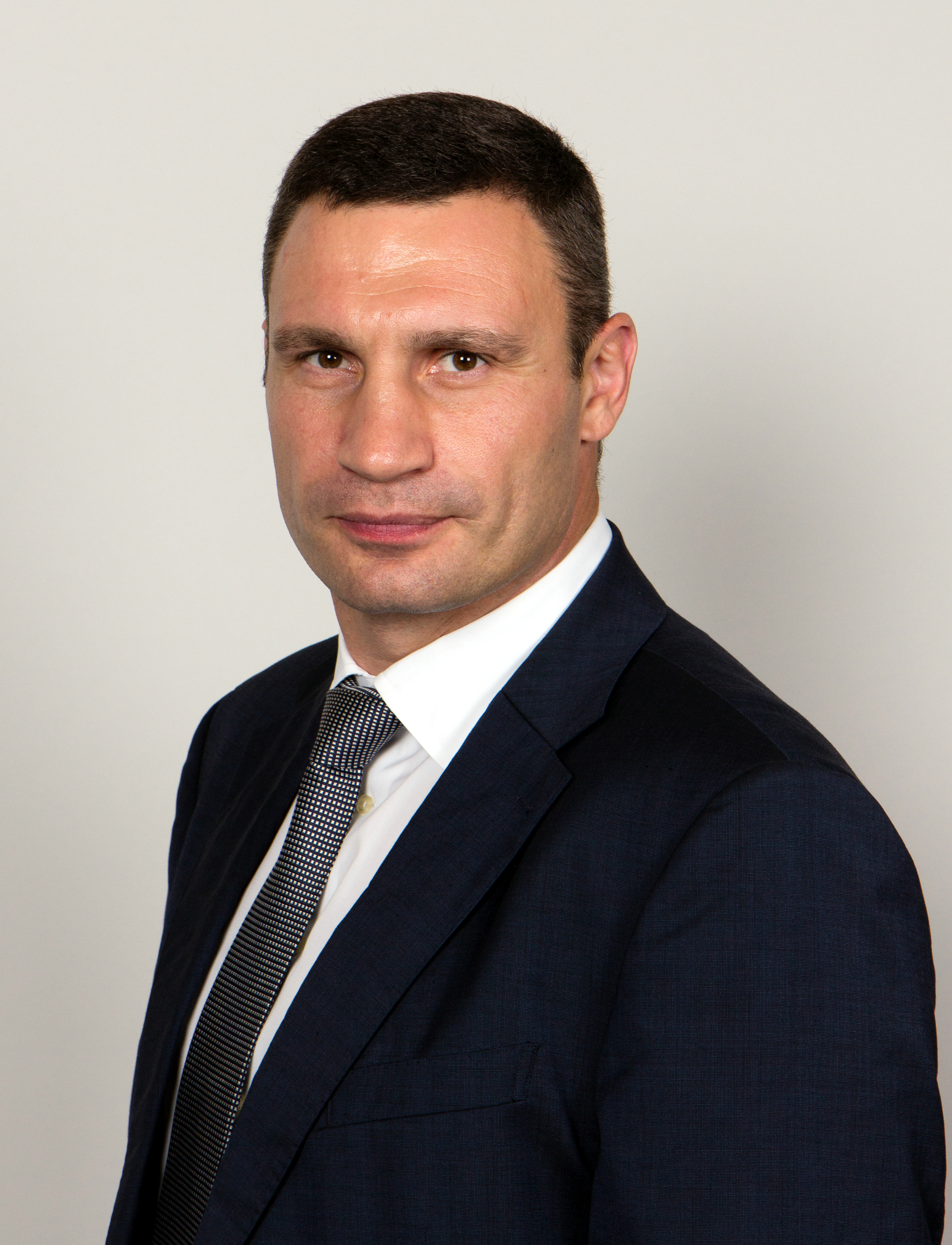
Starosta Kyjeva a bývalý boxer Vitalij Kličko

Nositelé vyznamenání byli titulem Hrdina Ukrajiny oceněni za různé úspěchy. První, kdo tento titul obdržel byl v roce 1998 Borys Paton, který byl prezidentem Národní akademie věd Ukrajiny od roku 1962 až do své smrti v roce 2020. Další vědecká ocenění byla udělena Platonu Kostyukovi za jeho práci v neurofyziologii a Valeriji Kazakovovi za jeho práci v medicíně.
Titul je často udělován sportovcům nebo dalším osobnostem, které jsou se sportem spojeny. Vitalij Kličko, šampion v boxu v těžké váze, získal v roce 2004 Řád zlaté hvězdy, stejně jako fotbalista Andrij Ševčenko nebo posmrtně Valerij Lobanovskyj, bývalý trenér fotbalového klubu FK Dynamo Kyjev.
Další skupinou jsou olympijští medailisté. Patří k nim Jana Kločkovová, která vyhrála zlaté medaile v plavání na olympijských hrách v Aténách a Sydney.
Ocenění obdrželi také lidé, kteří vynikli v umění a literatuře. Ukrajinský skladatel Oleksandr Bilaš byl v roce 2001 oceněn za „mimořádný osobní přínos k obohacení duchovních pokladů ukrajinského lidu a mnoho let plodné tvůrčí činnosti“. Sofia Rotaru, v bývalém Sovětském svazu zřejmě nejznámější populární zpěvačka z Ukrajiny, obdržela cenu „za mimořádné osobní zásluhy v oblasti umění“. Spisovatel Pavlo Zahrebelnyj byl oceněn v roce 2004 „za „sebeobětování pro Ukrajinu... a významné osobní příspěvky k obohacení národní duchovní pokladnice“. Vyznamenání obdržel také Georgij Gongadze, novinář, který byl unesen a zavražděn v roce 2000.
V lednu 2022 titul Hrdina Ukrajiny získal kapitán Dmytro Kocjubajlo, zvaný Da Vinci, který zhruba rok poté zemřel v bojích o Bachmut.
Dne 24. února 2022 během útoku na Hadí ostrov dostalo 13 ukrajinských příslušníků státní pohraniční stráže od ruského křižníku Moskva rozkaz, aby se vzdali, jinak loď zahájí palbu. Pohraničníci se odmítli vzdát a odpověděli: „Ruská válečná lodi, jdi do prdele!“. Válečná loď brzy poté zahájila palbu a zpočátku se zdálo, že všech 13 mužů bylo zabito. Prezident Zelenskyj poté oznámil, že všech 13 vojáků posmrtně obdrží titul Hrdina Ukrajiny. Později však bylo zjištěno, že útok přežili.

## Kontroverzní ocenění
V Rusku, Polsku a dalších zemích včetně samotné Ukrajiny vyvolalo kontroverzi rozhodnutí prezidenta Viktora Juščenka vyznamenat ukrajinského nacionalistického vůdce Stepana Banderu. Jeho krok odsoudilo Centrum Simona Wiesenthala a další židovské organizace, polský prezident Lech Kaczyński, ruské ministerstvo zahraničí, skupiny veteránů sovětské armády i ukrajinští politici jako Serhij Tihipko nebo Konstantin Zarudněv.
Dne 2. dubna 2010 okresní správní soud v Doněcku příslušný prezidentský dekret zrušil. Právník Vladimir Olentsevyč argumentoval tím, že titul Hrdina Ukrajiny je nejvyšší státní vyznamenání udělované výhradně občanům Ukrajiny. Bandera ukrajinským občanem nebyl, protože byl po druhé světové válce v exilu a byl zabit v Německu v roce 1959, tedy před vznikem zákona z roku 1991 o nezávislosti Ukrajiny. Ze stejných důvodů doněcký odvolací soud 21. dubna 2010 prohlásil za nezákonný výnos prezidenta Juščenka z 12. října 2007 o udělení titulu Hrdina Ukrajiny Romanu Šuchevyčovi, veliteli Ukrajinské povstalecké armády.